# TLC: Tables, Ladders & Chairs (2011)
TLC: Tables, Ladders & Chairs (2011) foi um evento em pay-per-view de wrestling profissional produzido pela WWE, que ocorreu em 18 de dezembro de 2011, na 1st Mariner Arena em Baltimore, Maryland. Foi o terceiro evento TLC: Tables, Ladders & Chairs anual.
Seis combates haviam sido marcados antes do evento, e mais quatro foram adicionados durante a exibição do mesmo. Na luta principal, CM Punk defendeu o WWE Championship contra The Miz e Alberto Del Rio na primeira luta Triple Threat Tables, Ladders, and Chairs da história. O World Heavyweight Championship também foi defendido, por Mark Henry, que enfrentou Big Show em uma luta na qual o uso de cadeiras era legal.
O evento teve um total de 179.000 compras, abaixo das 195.000 do evento do ano anterior.

## Antes do evento
TLC: Tables, Ladders & Chairs teve lutas de wrestling profissional de diferentes lutadores com rivalidades e histórias pré-determinadas que se desenvolveram no Raw e SmackDown — programas de televisão da WWE, tal como nos programas transmitidos pela internet - Superstars e NXT. Os lutadores interpretaram um vilão ou um mocinho seguindo uma série de eventos para gerar tensão, culminando em várias lutas.
No Survivor Series, Mark Henry enfrentou Big Show para defender seu World Heavyweight Championship. Henry causou uma desqualificação, mantendo seu título. No SmackDown de 25 de novembro, Daniel Bryan derrotou Cody Rhodes, Wade Barrett e Randy Orton para ganhar o direito de enfrentar Henry na terça seguinte, em uma luta Steel Cage pelo título. Na mesma noite foi anunciado que Big Show teria uma revanche contra o vencedor da luta Steel Cage, no TLC. Bryan foi derrotado, oficializando a luta entre Big Show e Henry no TLC. Em 8 de dezembro, foi anunciado pelo website da WWE que Theodore Long ordenara que a luta se tornasse uma luta na qual o uso de cadeiras é legal.
No Raw de 28 de novembro, CM Punk derrotou Alberto Del Rio em uma revanche contratualmente obrigatória do Survivor Series, mantendo seu WWE Championship. Na mesma noite Gerente Geral do Raw John Laurinaitis marcou quatro lutas: John Cena, The Miz, Del Rio e Dolph Ziggler enfrentariam, cada um, um lutador. Os lutadores do Raw que vencessem suas lutas, estariam qualificados para uma luta pelo WWE Championship no TLC. Miz derrotou Orton por contagem após o último perseguir seu rival Wade Barrett e Del Rio derrotou Daniel Bryan e Ziggler foi derrotado por Sheamus. Mais tarde, Laurinaitis anunciou que a luta seria uma luta Triple Threat Tables, Ladders, and Chairs.
Cena derrotou Zack Ryder, em uma luta na qual, se Ryder ganhasse, teria uma luta pelo United States Championship. Cena, então, fez um acordo com Laurinaitis: desistia de sua vaga na luta pelo WWE Championship no TLC em troca de Ryder ter mais uma luta, caso vencesse, teria uma luta pelo United States Championship. O oponente de Ryder foi Mark Henry, em uma luta sem desqualificações. Cena interferiu, atacando Henry e dando a vitória a Ryder, que se tornou o desafiante pelo United States Championship.
Após várias lutas e interferências desde o Survivor Series, Randy Orton e Wade Barrett se enfrentarão no TLC. No SmackDown de 9 de dezembro, Orton e Barrett participaram, cada um, de uma luta. Quem derrotasse seu oponente mais rapidamente, teria o direito de escolher a estipulação da luta. Mesmo derrotando Ezekiel Jackson, Barrett terminou o combate depois de Orton, que derrotou Dolph Ziggler, que escolheu que o combate seria uma luta de mesas.
No Night of Champions, Kevin Nash interferiu na luta entre Triple H e CM Punk, atacando Triple H, que revidou, atacando Nash com uma marreta. No Vengeance, Nash voltou a atacar Triple H, dessa vez aplicando-lhe uma Jacknife Powerbomb. No Raw da noite seguinte, Nash voltou a atacar Triple H, usando uma marreta e impedindo que ele recebesse atendimento médico. No Raw de 5 de dezembro, foi marcada uma luta entre Nash e Triple H no TLC: uma ladder match na qual uma marreta estaria pendurada acima do ringue, sendo o uso da mesma legal após sua recuperação por Nash ou Triple H.
No Raw de 21 de novembro, o comentarista Booker T foi atacado por Cody Rhodes, que atirou-lhe um copo de água no rosto, afirmando que Booker não o respeitava. No SmackDown de 29 de novembro, Rhodes interrompeu um segmento entre Booker e o apresentador especial da noite Mick Foley, novamente criticando Booker por "roubar" o tempo de programa de lutadores mais jovens, como ele. Foley, então, marcou uma luta entre Booker e Rhodes. Mais tarde naquela noite, Cody atacou Booker nos bastidores usando o cinturão do Intercontinental Championship, cancelando o combate. Rhodes voltou a atacar Booker no SmackDown de 9 de dezembro. Theodore Long, então, marcou para o TLC uma luta entre Rhodes e Booker pelo Intercontinental Championship.

## Evento

### Pré-show
| Papel:        | Nome:                        |
| ------------- | ---------------------------- |
| Comentaristas | Michael Cole                 |
| Comentaristas | Jerry Lawler                 |
| Comentaristas | Carlos Cabrera (Espanhol)    |
| Comentaristas | Marcelo Rodríguez (Espanhol) |
| Repórteres    | Josh Mathews                 |
| Repórteres    | Matt Striker                 |
| Locutores     | Lilian Garcia (SmackDown)    |
| Locutores     | Justin Roberts (Raw)         |
| Árbitros      | John Cone                    |
| Árbitros      | Mike Chioda                  |
| Árbitros      | Jack Doan                    |
| Árbitros      | Chad Patton                  |
| Árbitros      | Scott Armstrong              |
| Gerente Geral | Theodore Long (SmackDown)    |

Uma luta não-televisionada ("dark match") aconteceu antes do evento, onde Drew McIntyre derrotou Alex Riley. Após o início da transmissão, Vickie Guerrero desejou à platéia "um feliz Natal", antes de introduzir seu namorado, Dolph Ziggler.

### Lutas preliminares
A primeira luta do evento foi Ziggler, com Vickie Guerrero, defendendo o United States Championship contra Zack Ryder. Em certo momento, Ryder aplicou em Ziggler uma Broski Boot. Guerrero colocou o pé de Dolph na corda, o que quebrou a contagem. O árbitro baniu Vickie dos arredores do ringue. A luta acabou quando Ryder aplicou um Rough Ryder em Dolph, ganhando o título.
Em uma luta não anunciada previamente, Air Boom, time de Kofi Kingston e Evan Bourne, enfrentaram Primo e Epico, acompanhados ao ringue por Rosa Mendes, em uma luta pelo WWE Tag Team Championship. Air Boom manteve o título após Kingston aplicar um Trouble in Paradise em Primo.
No terceiro combate da noite, Randy Orton e Wade Barrett se enfrentaram em uma luta que só pode ser vencida ao quebrar uma mesa com o oponente. Os dois lutaram na área ao redor do ringue, usando os postes e os degraus. Orton venceu após aplicar um RKO em Barrett, quebrando, no processo, a mesa.
Em outra luta não anunciada, Beth Phoenix defendeu o Divas Championship contra Kelly Kelly. Phoenix manteve o título ao jogar Kelly por cima de sua cabeça e fazer o pinfall.
No quinto combate, Triple H enfrentou Kevin Nash em uma luta na qual uma marreta estava pendurada no topo do ringue, tendo seu uso legalizado após ser recuperada. Os dois lutaram ao redor do ringue, usando escadas um contra o outro. No ringue, Triple H usou uma escada para atacar o joelho de Nash, aplicando um Figure Four Leglock em Nash, usando uma escada. Triple H conseguiu recuperar a marreta após jogar Nash do alto de uma escada em cima de uma mesa. Após usar a marreta contra Kevin, Triple H aplicou-lhe um Pedigree, lhe acertou outra marretada na têmpora e venceu o combate.
Sheamus enfrentou Jack Swagger, acompanhado por Vickie Guerrero, na próxima luta da noite, marcada minutos antes pelo gerente geral do SmackDown, Theodore Long. Sheamus venceu após aplicar um Brogue Kick.

### Lutas principais
Mark Henry enfrentou Big Show em uma luta na qual o uso de cadeiras era legalizado, defendendo seu World Heavyweight Championship. Henry tentou abandonar a luta, mas Show o interceptou, lhe atacando com uma cadeira. Mark, no entanto, conseguiu usar uma cadeira para lesionar a mão de Show, que, no entanto, conseguiu nocautear Henry e ganhar o título. Após a luta, Henry voltou a atacar Show. Daniel Bryan usou seu contrato de Money in the Bank, derrotando Show e se tornando o campeão.
Após ter atacado Booker T nos bastidores, Cody Rhodes voltou a atacá-lo enquanto Booker ia ao ringue para o combate marcado entre os dois. Os médicos, então, resolveram cancelar a luta. Mais tarde, Booker decidiu lutar. O combate terminou quando Rhodes aplicou um Cross Rhodes em Booker.
A última luta da noite foi uma Triple Threat Tables, Ladders, and Chairs pelo WWE Championship, com o campeão CM Punk defendendo contra Alberto Del Rio e The Miz. Os três se enfrentaram nos arredores do ringue, usando cadeiras e mesas uns contra os outros. Durante a luta, o anunciador pessoal de Del Rio, Ricardo Rodriguez algemou Punk a uma escada. Logo, no entanto, Punk conseguiu se soltar. Em outro momento do combate, Ricardo Rodriguez subiu a escada para pegar o titulo para Del Rio, que estava inconsciente, mas The Miz e Punk derrubaram ele de cima da escada em uma mesa. Del Rio usou seu Cross Armbreaker para inutilizar Punk e Miz, sem sucesso. Miz conseguiu algemar Punk à um dos postes. Já solto, Punk batalhou com Miz e Del Rio no topo da escada, recuperando o título e ganhando o combate.

## Após o evento
Quase um mês depois do evento, no Raw de 16 de janeiro de 2012, Ryder perdeu o United States Championship para Jack Swagger. Bourne e Kingston foram derrotados por Epico e Primo um dia antes, em um evento não-televisionado, perdendo o WWE Tag Team Championship.

## Recepção
O evento recebeu críticas medianas. O tabloide inglês The Sun que o evento foi incomum, com alguns bons momentos, mas algumas lutas ruins. O tabloide elogiou a luta entre Barrett e Orton e mencionou que a melhor luta da noite foi o combate entre Punk, Del Rio e Miz. O website canadense Canadian Online Explorer mencionou que o evento teve lutas "muito satisfatórias".

## Resultados
| Nº                                          | Resultados                                                                          | Estipulações                                                                                       | Tempo |
| ------------------------------------------- | ----------------------------------------------------------------------------------- | -------------------------------------------------------------------------------------------------- | ----- |
| Dark                                        | Drew McIntyre derrotou Alex Riley                                                   | Luta individual                                                                                    | 4:37  |
| 1                                           | Zack Ryder derrotou Dolph Ziggler (c) (com Vickie Guerrero)                         | Luta individual pelo United States Championship                                                    | 10:21 |
| 2                                           | Air Boom (Evan Bourne e Kofi Kingston) (c) derrotou Primo e Epico (com Rosa Mendes) | Luta de duplas pelo WWE Tag Team Championship                                                      | 7:32  |
| 3                                           | Randy Orton derrotou Wade Barrett                                                   | Luta de mesas                                                                                      | 10:16 |
| 4                                           | Beth Phoenix (c) derrotou Kelly Kelly                                               | Luta individual pelo Divas Championship                                                            | 5:36  |
| 5                                           | Triple H derrotou Kevin Nash                                                        | Luta de escadas com uma marreta no topo da escada                                                  | 18:18 |
| 6                                           | Sheamus derrotou Jack Swagger (com Vickie Guerrero)                                 | Luta individual                                                                                    | 5:57  |
| 7                                           | Big Show derrotou Mark Henry (c)                                                    | Luta com cadeiras pelo World Heavyweight Championship                                              | 5:30  |
| 8                                           | Daniel Bryan derrotou Big Show (c)                                                  | Luta individual pelo World Heavyweight Championship; Bryan usou seu contrato do Money in the Bank. | 0:07  |
| 9                                           | Cody Rhodes (c) derrotou Booker T                                                   | Luta individual pelo Intercontinental Championship                                                 | 9:16  |
| 10                                          | CM Punk (c) derrotou Alberto Del Rio (com Ricardo Rodriguez) e The Miz              | Luta Triple Threat Tables, Ladders, and Chairs pelo WWE Championship                               | 18:25 |
| (c) – Refere-se aos campeões antes da luta. |                                                                                     | |       |